# Josh Saunders
Josh Saunders (* 2. März 1981 in Grants Pass) ist ein US-amerikanisch-puerto-ricanischer Fußballspieler auf der Position des Torwarts.

## Karriere

### College
Saunders spielte zwei Spielzeiten lang für die College-Mannschaft der California State University in Fullerton. Anschließend wechselte er an die University of California in Berkeley. Hier wurde er in das Auswahlteam der Pacific-12 Conference berufen. Außerdem wurde er zum Spieler der Liga ernannt. 2002 schloss er die Universität mit einem Abschluss in Amerikanistik ab.

### Karriere als Profi
Im Major League Soccer Superdraft 2003 wurde er von den San José Earthquakes in der vierten Runde ausgewählt. Dort absolvierte er aber kein einziges Spiel und wurde während der Saison 2003 an die Portland Timbers in die USL First Division ausgeliehen. Er spielte 16 mal für die Timbers und ließ dabei 15 Gegentore zu. Zur Saison 2004 wechselte er fest zu der Mannschaft aus Portland. Er erreichte mit 363 Minuten ohne Gegentor einen neuen Rekord bei den Timbers.
Saunders wechselte 2005 zur LA Galaxy und war als dritter Torhüter hinter Kevin Hartman und Steve Cronin gesetzt. Er spielte ein Spiel für die Reserve-Mannschaft der Galaxy und wurde anschließend wieder an die Portland Timbers ausgeliehen.
Anfang 2007 wurde Saunders und drei weiteren Spielern von LA Galaxy gekündigt. Nach einem Probetraining bei Chicago Fire, wechselte er zur Saison 2007 zu dem Puerto Rico Islanders FC. Nach einer Saison zog es ihn zum Miami FC. Von dort aus wurde er im September 2008 an die LA Galaxy ausgeliehen, wo er drei Spiele in der Major League Soccer absolvierte.
Im Januar 2009 wechselte Saunders wieder zu den Galaxies. Dort wurde er als zweiter Torhüter hinter Donovan Ricketts verpflichtet. Am 22. November 2009 wurde er in der 66. Minute im MLS Cup, das Finale der MLS-Play-offs, für Ricketts eingewechselt. Im finalen Elfmeterschießen konnte er 2 von 7 Elfmetern abwehren und sicherte somit der Mannschaft den Gewinn des MLS Cups 2009. Ab der Saison 2011 war er Stammtorhüter der Galaxies. 2012 konnte er erneut den MLS Cup mit der Mannschaft gewinnen.
Sein Vertrag wurde am 22. Februar 2013 nicht verlängert, da die Kalifornier mit Carlo Cudicini einen neuen Spieler verpflichtet hatten. Er wechselte nach einem erfolgreichen Probetraining zu Real Salt Lake, um dort als Ersatztorhüter für Nick Rimando zu fungieren. Während Rimando für US-Nationalmannschaft beim CONCACAF Gold Cup 2013 spielte, absolvierte Saunders zwei Spiele für Salt Lake. Allerdings verletzte er sich und fiel den Rest der Saison aus.
Am 10. Juli 2014 wurde bekannt, dass Saunders zum New York City FC wechseln wird. Die Mannschaft spielt ab der Saison 2015 in der Major League Soccer. Er wurde für den Rest der Saison an die San Antonio Scorpions ausgeliehen.

### Nationalmannschaft
2008 gab er sein Debüt für die puerto-ricanische Nationalmannschaft. Er besitzt neben der US-amerikanischen Staatsbürgerschaft auch die Erlaubnis, für die Auswahl von Puerto Rico zu spielen. Vorher war er 2002 einmal für die U-23-Auswahl der USA aktiv.

## Erfolge
San Jose Earthquakes
- MLS Cup (1): 2003
- Major League Soccer Western Conference Championship (1): 2003

Portland Timbers (USL)
- USL A-League Commissioner's Cup (1): 2004

LA Galaxy
- MLS Cup (2): 2011, 2012
- Major League Soccer Supporters' Shield (2): 2010, 2011
- Major League Soccer Western Conference Championship (3): 2009, 2011, 2012

Real Salt Lake
- Major League Soccer Western Conference Championship (1): 2013